# 文奈斯市镇
文奈斯市镇（瑞典語：Vännäs kommun）是瑞典北部西博滕省的一个市镇。其治所位于文奈斯，约有4,000名居民。